# فرودگاه رد داگ
 فرودگاه رد داگ (به انگلیسی: Red Dog Airport) یک فرودگاه خصوصی با کد یاتا RDB است که یک باند فرود آسفالت دارد و طول باند آن ۱۹۲۴ متر است. این فرودگاه در کشور ایالات متحده آمریکا قرار دارد و در ارتفاع ۲۹۵ متری از سطح دریا واقع شده است.